# Ambérieux (Rodano)
Ambérieux è un comune francese di 577 abitanti situato nel dipartimento del Rodano della regione Alvernia-Rodano-Alpi.

## Società

### Evoluzione demografica
Abitanti censiti